# レイベン・ソーンダーズ
レイベン・ソーンダーズ（Raven Saunders、1996年5月15日 -）は、アメリカ合衆国出身の女子陸上競技選手である。専門は砲丸投、円盤投。2020年東京オリンピックの砲丸投で19.79mを記録し銀メダルを獲得した。ミシシッピ大学在学中のNCAAカレッジでは、砲丸投で3つのタイトルを獲得。2014年には世界ジュニアのメダリスト、2015年にはパンアメリカンのジュニアチャンピオンに輝いた。砲丸投の自己記録は19.96m。
また、人種的正義やメンタルヘルスの提唱者としても活動している。

## 経歴

### 2020年東京オリンピック
2021年、アメリカ陸上競技オリンピックトライアルで、砲丸投で19.96mを投げて2位に入賞した。 2020年東京オリンピックでは、19.79mを投げて銀メダリストとなった。
メダルセレモニーでは、メダルを受け取った後、腕を上げてXの形に交差させた。のち自身のインスタグラムに「（Xは）BLACK、LGBTQIA+、精神的に苦しんでいる人のために」と投稿した。

## 主な成績
| 年   | 大会                              | 会場                             | 結果 | 種目   | 補足    |
| ---- | --------------------------------- | -------------------------------- | ---- | ------ | ------- |
| 2014 | 世界ジュニア陸上競技選手権大会    | ユージーン（アメリカ）           | 2位  | 砲丸投 | 16.63 m |
| 2015 | Pan American Junior Championships | エドモントン（カナダ）           | 1位  | 砲丸投 | 18.27 m |
| 2016 | NACAC U23 Championships           | サンサルバドル（エルサルバドル） | 1位  | 砲丸投 | 18.49 m |
| 2016 | オリンピック                      | リオデジャネイロ（ブラジル）     | 5位  | 砲丸投 | 19.35 m |
| 2017 | 世界陸上競技選手権大会            | ロンドン（イギリス）             | 10位 | 砲丸投 | 17.86 m |
| 2021 | オリンピック                      | 東京（日本）                     | 2位  | 砲丸投 | 19.79 m |

## 人物
レズビアンであることを公表している。また、うつ病との闘いについても公言しており、人種的正義とメンタルヘルスの擁護者としても活動している。